# تويستد ميتال هيد اون
تويستد ميتال هيد اون (بالإنجليزية: Twisted Metal: Head-On)‏ ، هي لعبة إلكترونية، طورت من قبل سوني كمبيوتر إنترتينمنت سنة 2005م وتعمل لنظام بلاي ستيشن 2 ، وفي مارس سنة 2005م صدرت بنظام بلاي ستيشن بورتبل.

## وصلات خارجية
- الموقع الرسمي
 (Europe) (PSP)
- Twisted Metal: Head-On at playstation.com (North America) (PSP